# Alness
Alness, (Gaelico scozzese Alanais) è una città dell'unità amministrativa Highland, situata nelle Highlands scozzesi, Scozia. Alness si trova nelle vicinanze di Invergordon e di Evanton.